# Norator

Schema van een norator

Een norator is een netwerksymbool uit de Elektrotechniek. Deze tweepool heeft als eigenschap dat er een vrij te kiezen stroom doorheen loopt en zodoende een vrij te kiezen spanning over staat. De vergelijkingen van het netwerk worden aldus niet ingeperkt. Een norator wordt meestal gebruikt als uitgangstweepool van een ideale Opamp.
Een symbool dat als tegenhanger van de norator kan worden gezien is de nullator.